# Comuna Mljet, Dubrovnik-Neretva
Mljet este o comună în cantonul Dubrovnik-Neretva, Croația, având o populație de 1.088 de locuitori (2011).

## Demografie
Componența etnică a comunei Mljet
     Croați (97,33%)
     Necunoscut (0,55%)
     Neclasificat (1,56%)
Componența confesională a comunei Mljet
     Catolici (93,84%)
     Fără religie și atei (1,75%)
     Necunoscută (2,85%)
     Alte religii (1,56%)
Conform recensământului din 2011, comuna Mljet avea 1.088 de locuitori. Din punct de vedere etnic, majoritatea locuitorilor (97,33%) erau croați. Apartenența etnică nu este cunoscută în cazul a 0,55% din locuitori. Din punct de vedere confesional, majoritatea locuitorilor (93,84%) erau catolici, cu o minoritate de persoane fără religie și atei (1,75%). Pentru 2,85% din locuitori nu este cunoscută apartenența confesională.